# East of the River
East of the River é um filme de drama estadunidense dirigido por Alfred E. Green e estrelado por John Garfield, Brenda Marshall, Marjorie Rambeau, George Tobias, William Lundigan e Moroni Olsen. Foi lançado pela Warner Bros. em 9 de novembro de 1940.

## Elenco
- John Garfield ...Joseph Enrico 'Joe' Lorenzo
- Brenda Marshall ...Laurie Romayne
- Marjorie Rambeau ...Mama Teresa Lorenzo
- George Tobias ...Tony Scaduto
- William Lundigan ...Nicholas Antonio 'Nick' Lorenzo
- Moroni Olsen ...juiz R.D. Davis
- Douglas Fowley ...Cy Turner
- Jack La Rue ...Frank 'Frisco' Scarfi
- Frank Faylen ...guia turístico
- Jack Carr ...'No Neck' Griswold
- Paul Guilfoyle ...Balmy
- Russell Hicks ...Diretor
- Charley Foy ...cliente
- Ralph Volkie ...Smith, capanga de Turner
- Jimmy O'Gatty ...capanga de Turner
- Robert Homans ...patrulheiro Shanahan
- Joe Conti ...Joe
- O'Neill Nolan ...Nick